# Line balancing
Lijnbalancering (Engels: line balancing) is het dusdanig toewijzen van productietijd aan machines en/of mensen opdat er voor een vereiste productie zo weinig mogelijke tijd nodig is.

## Kenmerk
Elk productieproces bestaat uit meerder processtappen naast en achter elkaar. Als al deze opeenvolgende stappen niet van gelijke duur zijn, ontstaan er wachttijden. Door de stappen in te korten en/of te vermeerderen kunnen de wachttijden verkleind worden. Op deze manier wordt de productielijn gebalanceerd.

## Voorbeeld

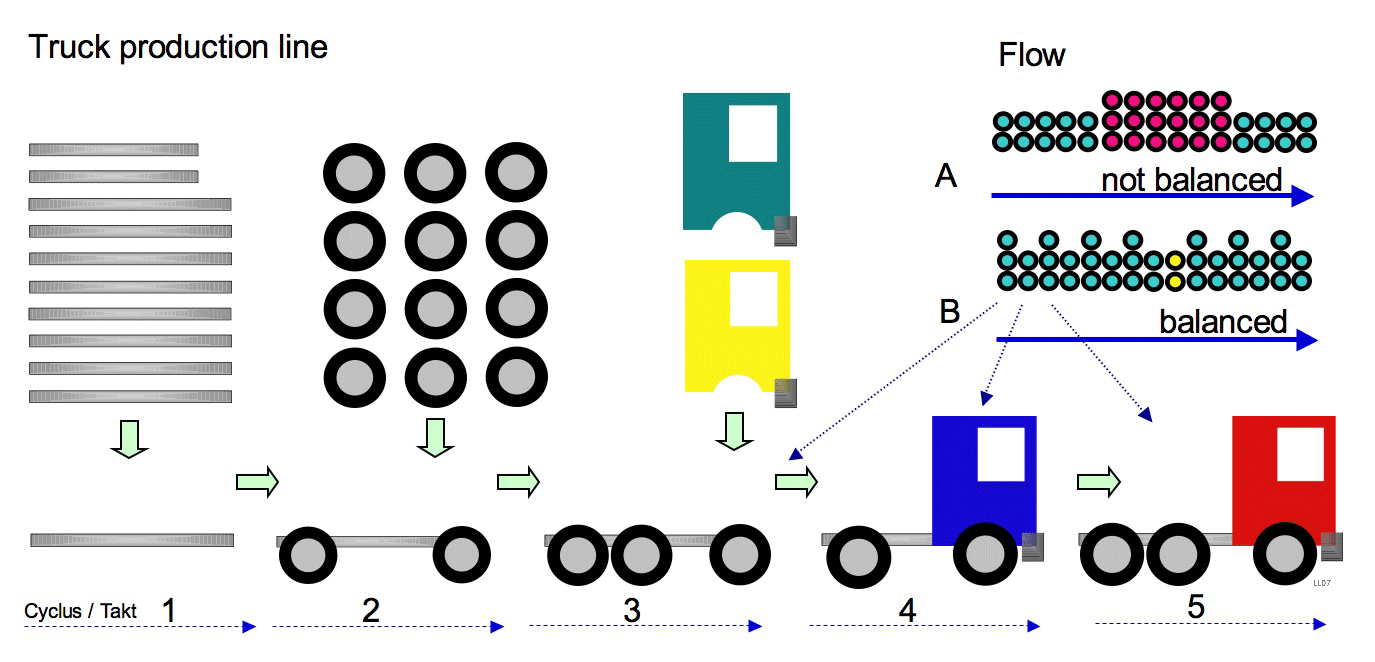
Productielijn voor trekkers. A Niet-gebalanceerde lijn. B Uitgebalanceerde lijn. 1 tot en met 5 productiestandplaatsen.

In het voorbeeld van een productie van trekkers op de lopende band (zie figuur) worden verschillende soorten trekkers geproduceerd. Horizontaal zijn vijf productiestandplaatsen getekend. Verticaal daarop de aanvoerlijnen voor de hoofdlijn. In het voorbeeld worden 6x4- en 4x2-trekkers geproduceerd. De 6x4-trekker heeft, in tegenstelling tot de 4x2-trekker, een extra aangedreven as. Deze extra as verstoort de productiebalans, omdat het meer tijd kost om deze te assembleren. Als in de productievolgorde zoals in A afgebeeld er te veel 6x4-trekkers achter elkaar komen, dan betekent dit extra werk in de productieplaats 2, waar de assen gemonteerd worden. Wordt daarentegen zo veel mogelijk een 4x2-trekker na een 6x4-trekker gemaakt dat ontstaat er een uitgebalanceerde lijn B.
Een andere mogelijkheid om de productielijn te balanceren is om een extra productiestandplaats voor het monteren van de extra as toe te voegen. De onbalans van de productie blijft dan beperkt tot die ene productiestandplaats. In de praktijk, omwille van de vele mogelijke varianten, is het uitbalanceren van de productielijn een complex proces.

## Begrippen
- Tacttijd of arbeidsdeling is de tijd benodigd voor één productiecyclus.
- Cyclus is één ronde ofwel één tact uit een kringloop van een zich herhalend proces.

## Geschiedenis
Het lijnbalanceren is een proces wat ontstaat door het effectief willen produceren in een productieproces. De uitspraak van Henry Ford, de ontdekker van de lopende band “het mag elke kleur zijn als het maar zwart is” illustreert dat het omgaan met varianten die een verstoring van de productiebalans veroorzaken gelijktijdig is ontstaan met de uitvinding van de lopende band.

## Software
Om een productielijn te balanceren wordt vaak software toegepast. Deze software kan of het productieproces sturen (MRP) of de software kan helpen om de onbalans in het productieproces zichtbaar te maken.